# Fallon Station
Fallon Station – jednostka osadnicza w Stanach Zjednoczonych, w stanie Nevada, w hrabstwie Churchill.